# Ламур, Жан
Жан Ламур (фр. Jean Lamour; 26 марта 1698, Нанси, Лотарингия — 20 июня 1771, Нанси) — «металлокузнец» (фр. ferronnier), мастер кованых изделий из металла и рисовальщик-орнаменталист из Лотарингии на службе у короля Польши и герцога Лотарингского Станислава Лещинского в городе Нанси.

## Биография
Жан-Батист Ламур, широко известный как Жан, был сыном мастера-слесаря. После обучения в Меце и Париже между 1715 и 1719 годами, изучив ремесло кузнеца, он стал осваивать искусство рисунка. В 1719 году Жан Ламур женился на Дьедонне Мадлен, на восемь лет старше его, от которой у него было трое детей.
В октябре 1719 года Жан Ламур получил звание мастера-слесаря (maître serrurier) и в 1724 году обосновался в Нанси, недалеко от церкви Сен-Себастьен. Он ремонтировал городские фонари и обслуживал церковные колокола, ковал ограды садов и балконов домов. В 1726 году муниципалитет Нанси доверил ему должность городского слесаря с жалованьем 10 местных франков в год. Эта почётная должность принесла ему новые обязанности. В 1728 году для базилики Сен-Эпвр (Saint-Epvre) он создал ограду с городским гербом (не сохранилась). Ограда балкона в северном павильоне герцогского дворца позднее была перенесена в Дом правительства в Меце, ныне Дворец правосудия.
В 1730 году Жан Ламур присоединился к Братству Святого Причастия (confrérie du Saint-Sacrement). Жан Ламур использовал старую приходскую церковь в качестве огромной кузнечной мастерской, чтобы работать в сотрудничестве с придворным архитектором герцога Эммануэлем Эре де Корни. Он создал монументальную железную ограду с воротами, фонарями и позолоченными деталями в стиле рококо для площади Станислава в Нанси.
В 1767 году Жан Ламур издал сборник гравюр, выполненных по своим рисункам. В сборник он включил также свои проекты, выполненные по заказам Станислава Лещинского в бытность его польским королём в 1733—1734 годах.
Жан Ламур умер в 1771 году в возрасте семидесяти трёх лет. Его тело покоилось в церкви монастыря минимов в Нанси до 1808 года, когда церковь была полностью разрушена в результате масштабной реконструкции монастыря, который стал средней школой Анри Пуанкаре.

## Ограда и ворота Площади Станислава в Нанси

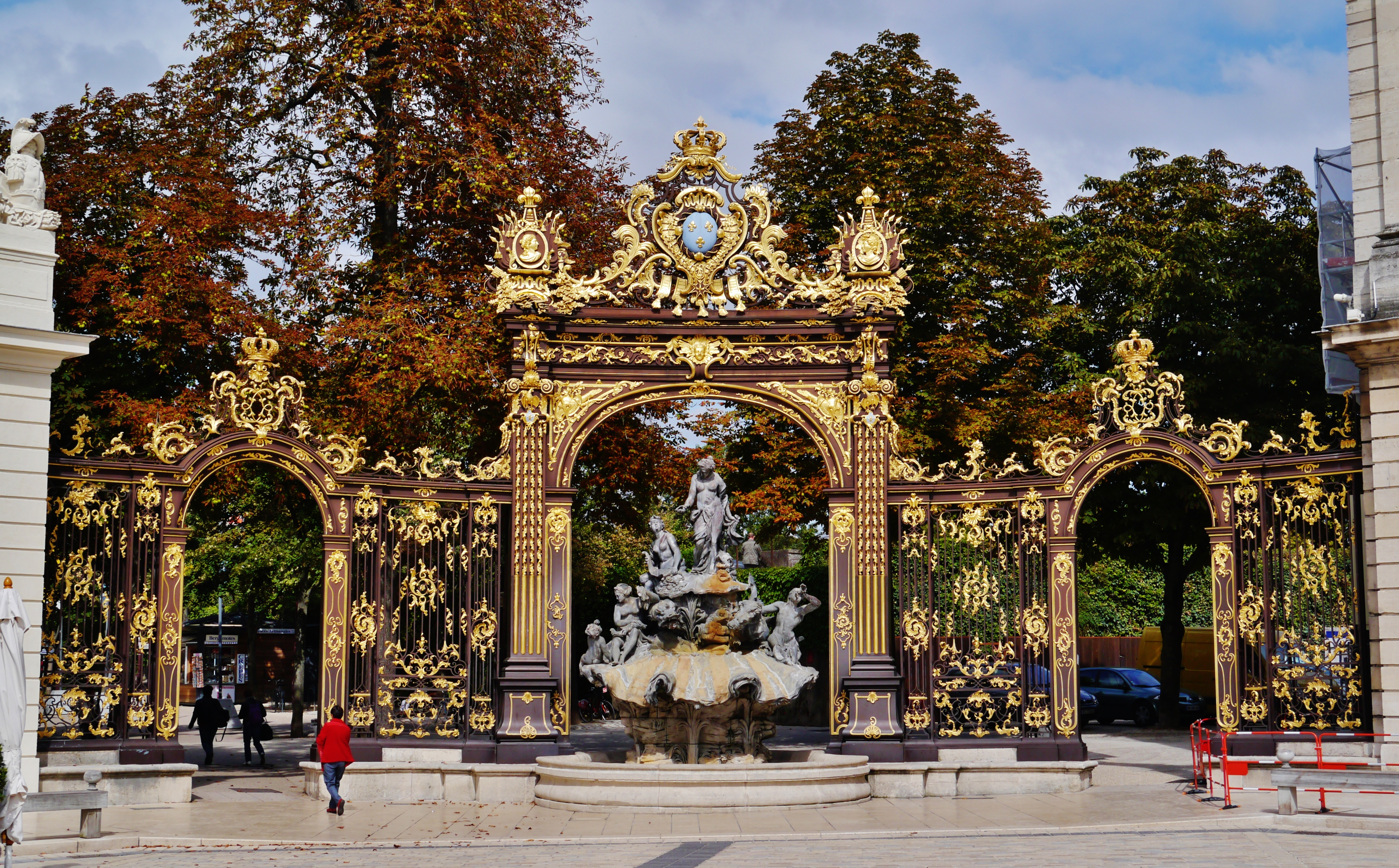
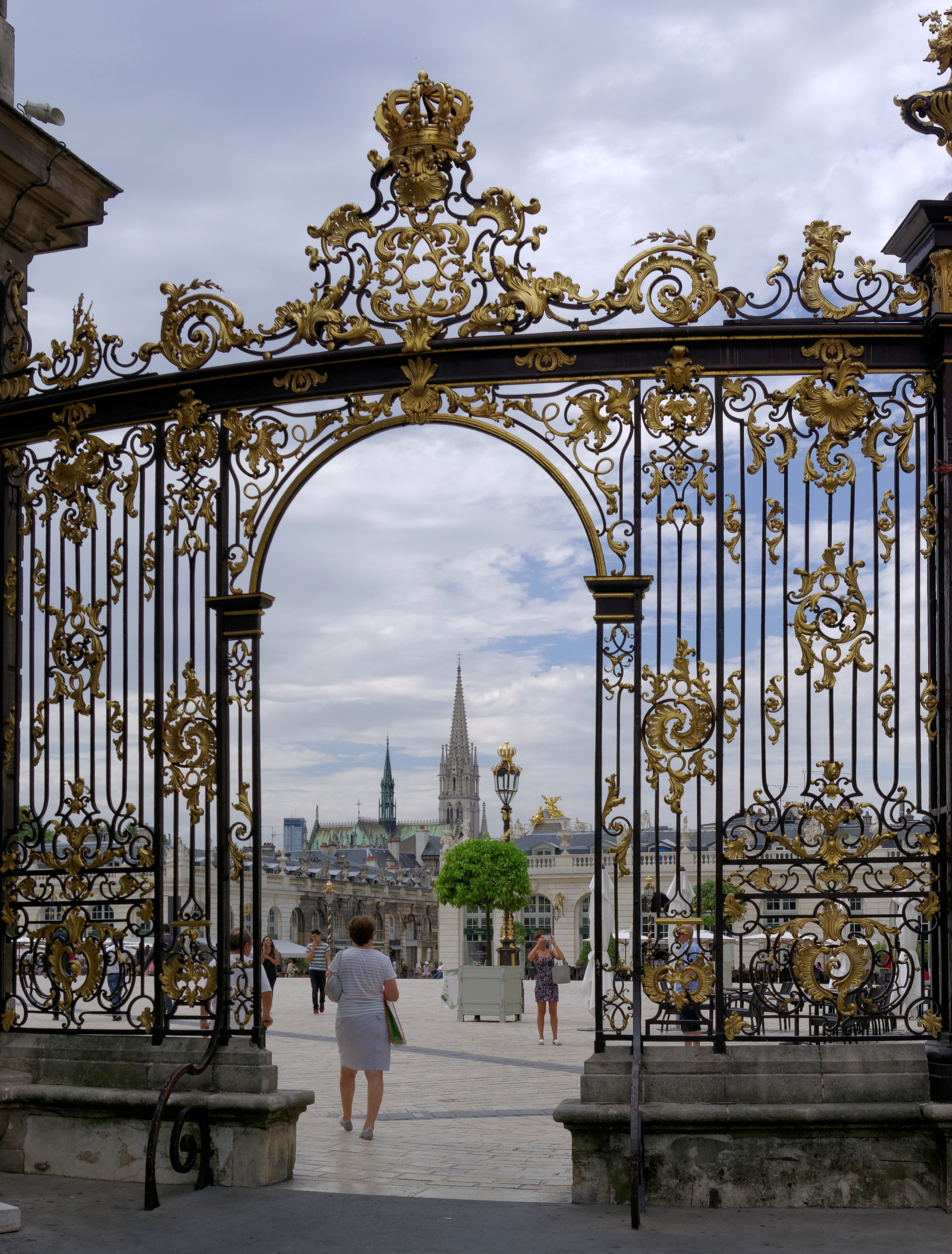
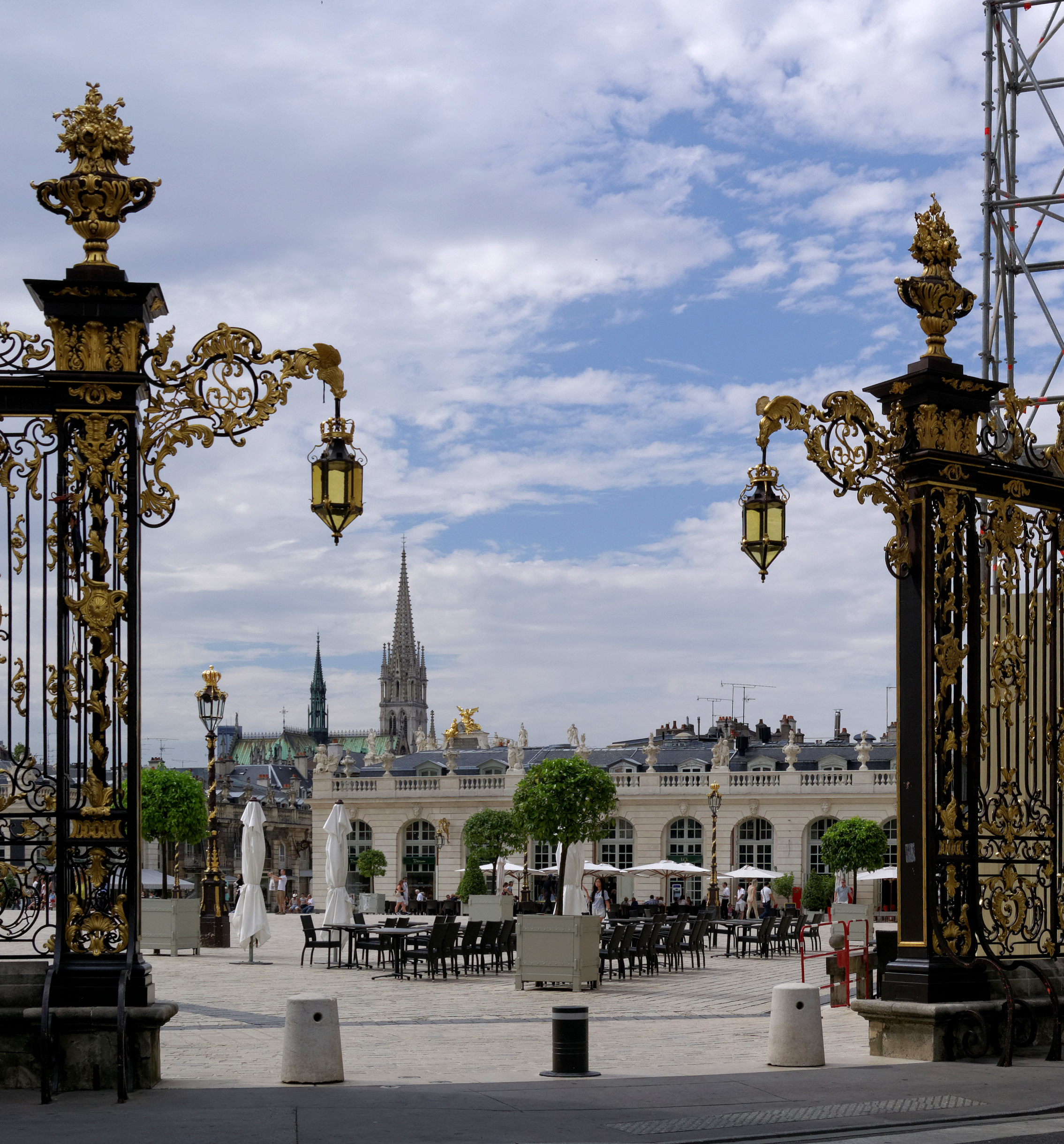
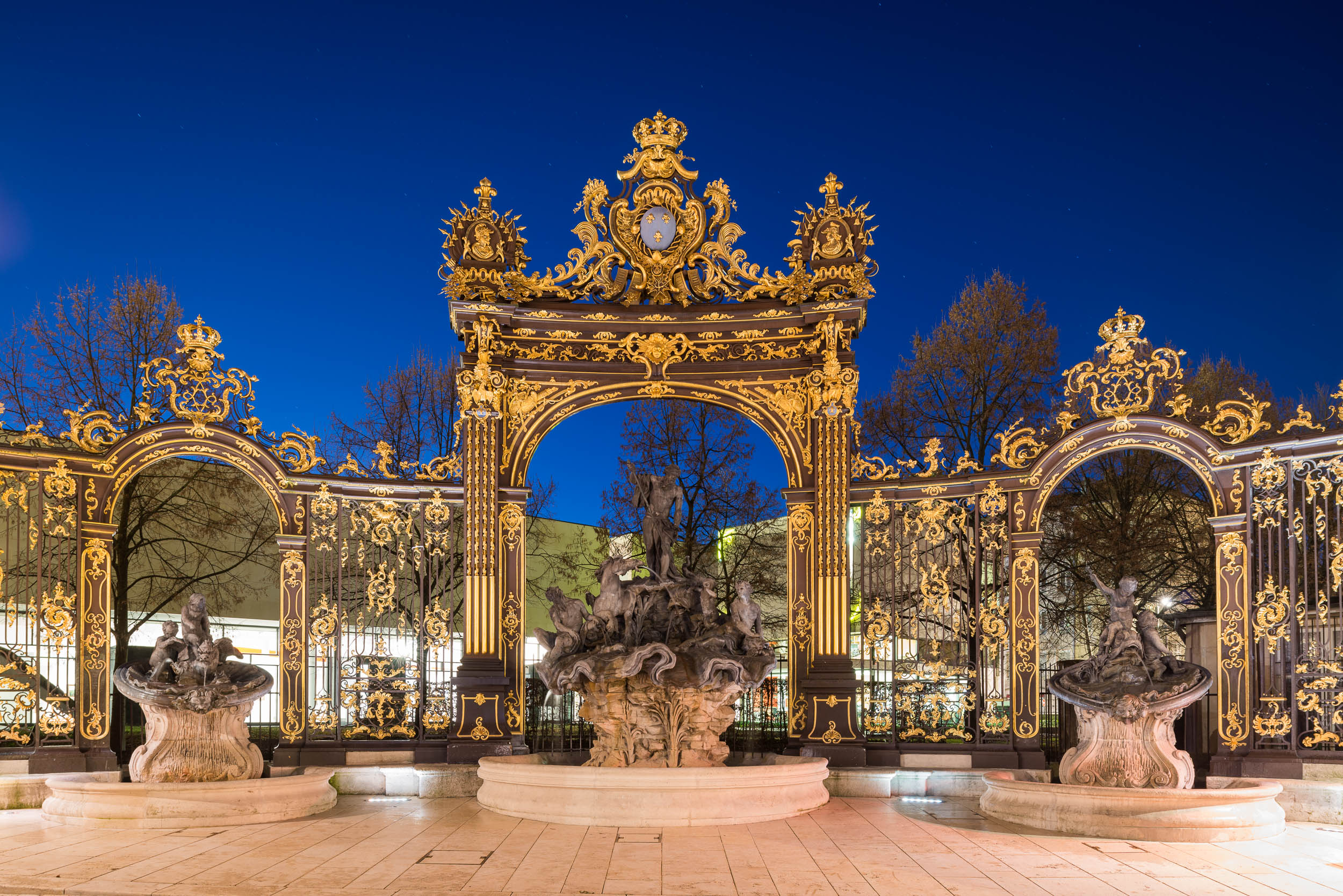

## Издание проектов Жана Ламура
«Жан Ламур, Сборник гравюр по слесарным произведениям, которые Станислав Милостивый, король Польши, герцог Лотарингский и Барский, установил на Королевской площади Нанси во славу Людовика Возлюбленного, составленных и исполненных Жаном Ламуром, его обычным слесарем, с речью о слесарном искусстве…, автор, Нанси, 1767» (Jean Lamour, Recueil des ouvrages en serrurerie que Stanislas le Bien-Faisant, roi de Pologne, duc de Lorraine et de Bar, a fait poser sur la Place royale de Nancy, à la gloire de Louis le Bien-Aimé, composé et exécuté par Jean Lamour, son serrurier ordinaire, avec un discours sur l’art de serrurerie…, l’auteur, Nancy, 1767)